# Milly, Maria och jag
Milly, Maria och jag är en svensk komedifilm från 1938 i regi av Eric Malmberg och Emanuel Gregers.

## Handling
Ellen studerar medicin och har stilige professor Klintberg som lärare. Men pengarna räcker inte till så Ellen jobbar extra, dels som sångerska på nattklubb, dels som hembiträde.

## Om filmen
Premiärvising i 23 maj 1938 på biografen Spegeln i Stockholm. Filmen var en svensk version av Fleming Lynges danska film Millie, Marie og mig som premiärvisades 1937. Filmen spelades in vid Nordisk Films ateljéer i Valby, Danmark med exteriörer från Stockholm av Valdemar Christensen. Det var Marguerite Vibys första roll i en svenskspråkig film.

## Rollista i urval
- Marguerite Viby - Ellen "Klas" Klasson/"Fröken Milly"/"Maja"
- Ernst Eklund -  Lennart Klintberg, medicinprofessor
- Gösta Cederlund - läkaren Palm
- Stina Hedberg - fru Brehmer
- Maritta Marke - Birgit Bergman, studerande
- Karin Albihn - Vera Brehmer
- Ragnar Widestedt - Ludvig Brehmer, direktör, Veras far
- George Fant - Hugo Brehmer, Veras bror
- Ruth Weijden - Augusta, kokerska hos Brehmers
- Ernst Brunman - restaurangdirektören
- Peggy Lindberg - påkläderskan Svea
- Ingrid Luterkort - Stina, studerande
- Anna-Lisa Hydén - Ingrid, studerande
- Gun Schubert - Ebba, studerande
- Inga Rasmussen - Eva, studerande
- Elsa Holmquist - Barbro, studerande
- Robert Johnson - bufflig gäst på restaurang
- Teddy Petersen - Mario, kapellmästaren för Mario-Band

## Musik i filmen
- Jeg har elsket Dig så længe jeg kan mindes (Jag har älskat dig så länge jag kan minnas), kompositör Kai Normann Andersen, dansk text Mogens Dam, sång Marguerite Viby
- Hjalmar och Hulda (På blomsterklädd kulle satt Hjalmar och qwad), text Wilhelmina Stålberg, sång Marguerite Viby
- Hot-hot!, kompositör Kai Normann Andersen, dansk text Mogens Dam, sång Marguerite Viby
- Det er min stille Bøn (Jag har en enda bön!), kompositör Kai Normann Andersen, dansk text Mogens Dam, sång Ella Heiberg som dubbar Karin Albihn
- Sjungom studentens lyckliga dag (Studentsång), kompositör Prins Gustaf, text Herman Sätherberg
- Ja, må han leva!